# آلفا (مارول کمیک)
آلفا (به انگلیسی: Alpha) یک شخصیت تخیلی و ابرقهرمانانه در کتاب‌های کامیک است. این کاراکتر به دست دن اسلوت و هامبرتو راموس خلق شده و در مرد-عنکبوتی شگفت‌انگیز شماره ۶۹۲ام (اوت ۲۰۱۲) معرفی شد.آلفا فردی بود که با بدست آوردن قدرت های زیاد و بی مسئولیتی به مرد عنکبوتی رسید و مرد عنکبوتی به او کمک کرد

جدا از کتاب‌های کامیک، شرکت مارول از آلفا در دیگر کالاهای خود از جمله پوشاک، اسباب‌بازی، ورق بازی، انیمیشن‌های تلویزیونی و بازی‌های رایانه‌ای استفاده کرده است.